# Howard Ashman
Howard Ashman, född 17 maj 1950 i Baltimore, Maryland, död 14 mars 1991 i New York, var en amerikansk textförfattare, regissör, kompositör och producent. Ashman blev kanske mest känd för sina sångtexter till ett flertal Disneyfilmer.

## Musik (i urval)
- Oliver & gänget (1988)
- Den lilla sjöjungfrun (1989)
- Skönheten och odjuret (1991)
- Aladdin (1992)